# Канья (район)
Канья (порт. Canha)  —  район (фрегезия) в Португалии,  входит в округ Сетубал. Является составной частью муниципалитета  Монтижу. Находится в составе крупной городской агломерации Большой Лиссабон. По старому административному делению входил в провинцию Эштремадура. Входит в экономико-статистический  субрегион Полуостров Сетубал, который входит в Лиссабонский регион. Население составляет 1907 человек на 2001 год. Занимает площадь 207,73 км².
Покровителем района считается Дева Мария (порт. Nossa Senhora da Oliveira). 